# Arrazua-Ubarrundia

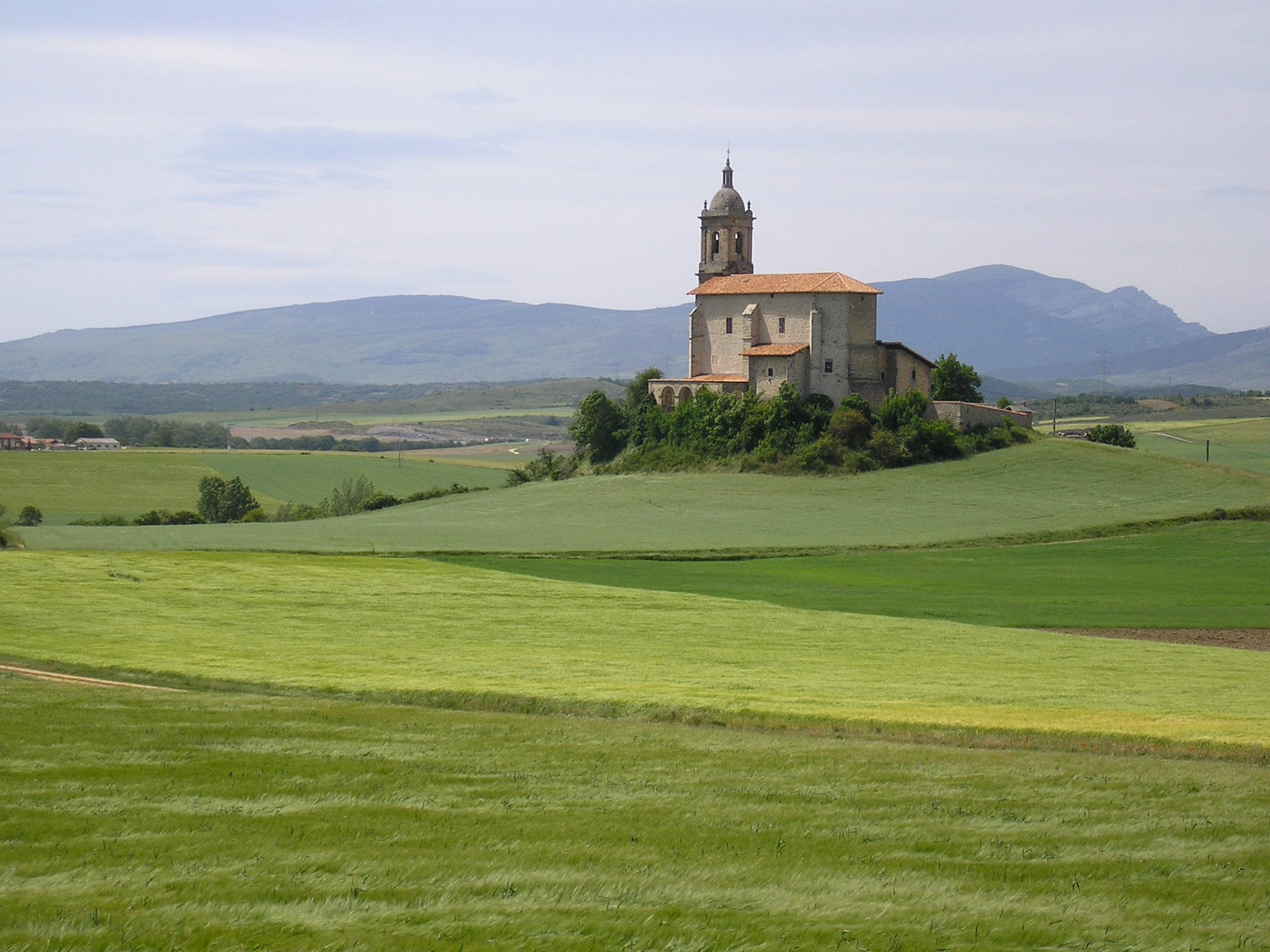
Iglesia de Arroiabe desde Mendibil

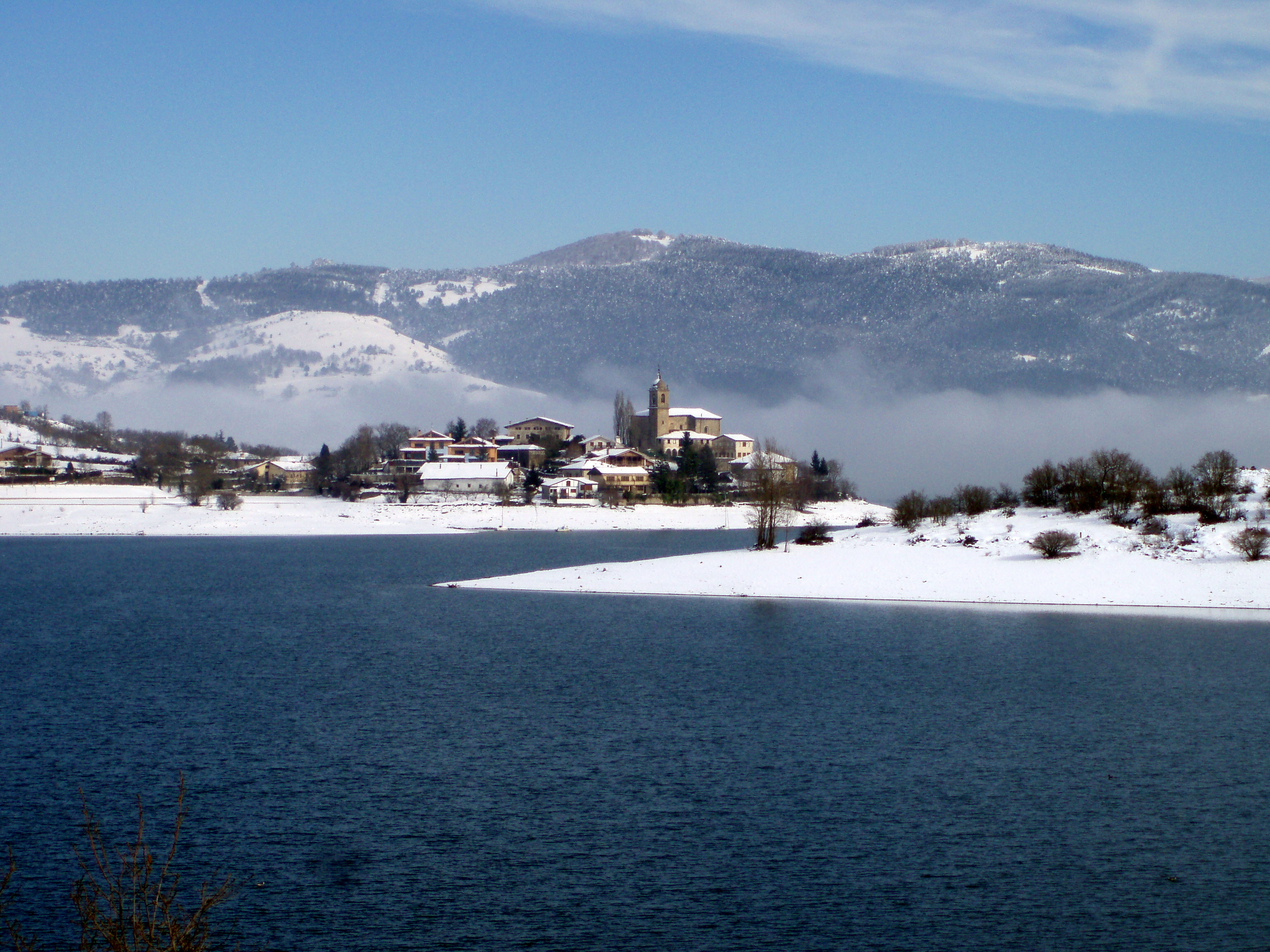
Ullíbarri-Gamboa

Arrazua-Ubarrundia (oficialmente en euskera: Arratzua-Ubarrundia) es un municipio español de la provincia de Álava, en la comunidad autónoma del País Vasco. Este municipio surgió a raíz de la fusión de las antiguas hermandades y municipios de Arrazua y Ubarrundia.
Está compuesto por una decena de pequeños pueblos situados al norte de la capital provincial, Vitoria. En este municipio se encuentra la presa de Ullíbarri-Gamboa y la mitad occidental del embalse del Zadorra, más conocido como embalse de Ullíbarri-Gamboa, que abastece de agua a Bilbao y Vitoria, y sirve además de lugar de asueto para miles de alaveses, que practican en él deportes náuticos y toman baños.

## Toponimia
Arrazua-Ubarrundia se creó como municipio en 1920 por la fusión de los municipios de Arrazua y Ubarrundia. Ubarrundia y Arrazua aparece mencionadas por primera vez en 1025 en la Reja de San Millán como dos de los alfoces o distritos en los que se dividía la Álava medieval. En aquel documento figuraban bajo los nombres de Ubarundia y Harhazua.
La mayor parte de las aldeas que conformaban estos alfoces fueron asignadas a las jurisdicciones de las villas de Vitoria y Villarreal en el siglo XIV, quedando Ubarrundia y Arrazua reducidas a sus dimensiones modernas. Durante la Edad Moderna formaron dos hermandades formadas cada una por media docena de aldeas, que en el siglo XIX se transformaron en municipios a raíz de las reformas administrativas liberales.
Etimológicamente ambos topónimos parecen provenir claramente del euskera, aunque su significado no sea totalmente transparente.
Koldo Mitxelena descomponía el topónimo Ubarrundia en su libro Apellidos Vascos en dos elementos Ubar y undia. El primero podría ser una variante de uhar(agua torrencial, agua turbia, torrente) o quizás de ibar (vega), mientras que el segundo parece provenir bastante claramente de Haundia (grande). Se ha solido traducir el nombre como el sitio con abundancia de aguas torrenciales. Curiosamente Ubarrundia fue el lugar elegido para la construcción del pantano de Ullíbarri-Gamboa.
En el caso de Arrazua, según Mitxelena el topónimo se podría derivar de (H)ar(ri) (piedra) + -tzu (sufijo abundancial) + -a (artículo), con el significado de lugar pedregoso. Harritza significa pedregal en euskera moderno. También presenta Koldo Mitxelena las siguientes posibilidades (H)ar(ri) (piedra) + arsu (roca) + -a (artículo) (la roca de piedra) o bien (H)ar(ri) (piedra) + artsu (zarzal) + -a (artículo) (el zarzal de piedra). Existe una localidad homónima en Vizcaya denominada también Arrazua.

## Geografía
Integrado en la comarca de Cuadrilla de Gorbeialdea, la capital del municipio, Durana, se sitúa a 7 kilómetros del centro de Vitoria. El término municipal está atravesado por la autovía del Norte entre los pK 357 y 359. Por el norte del embalse, la carretera comarcal A-627 permite la conexión entre Landa y Salinas de Léniz.
El relieve del municipio está muy determinado por el río Zadorra que desciende desde el embalse de Ullíbarri-Gamboa hacia la ciudad de Vitoria. El sur del embalse es prácticamente llano, con altitudes que rondan los 550 metros. El norte del municipio es más montañoso, formando parte de la sierra de Elgea. Las cimas más elevadas del municipio son el monte Ikuskiza (801 metros), con subida desde Landa, y las montañas más alejadas que hacen de límite con la provincia de Guipúzcoa y que llegan hasta los 900 metros. Durana se encuentra a 541 metros sobre el nivel del mar, en la llanura del Zadorra.

## Demografía
Cuenta con una población de 1047 habitantes (INE 2024).
| Gráfica de evolución demográfica de Arrazua-Ubarrundia entre 1930 y 2021 |
| |
| Población de derecho según los censos de población del INE Población de hecho según los censos de población del INEEntre el censo de 1960 y el anterior, crece el término del municipio porque incorpora parte de 01512 (Gamboa) Entre el censo de 1930 y el anterior, aparece este municipio porque se fusionan los municipios 01507 (Arrazua) y 01529 (Ubarrundia) |

### Población por núcleos

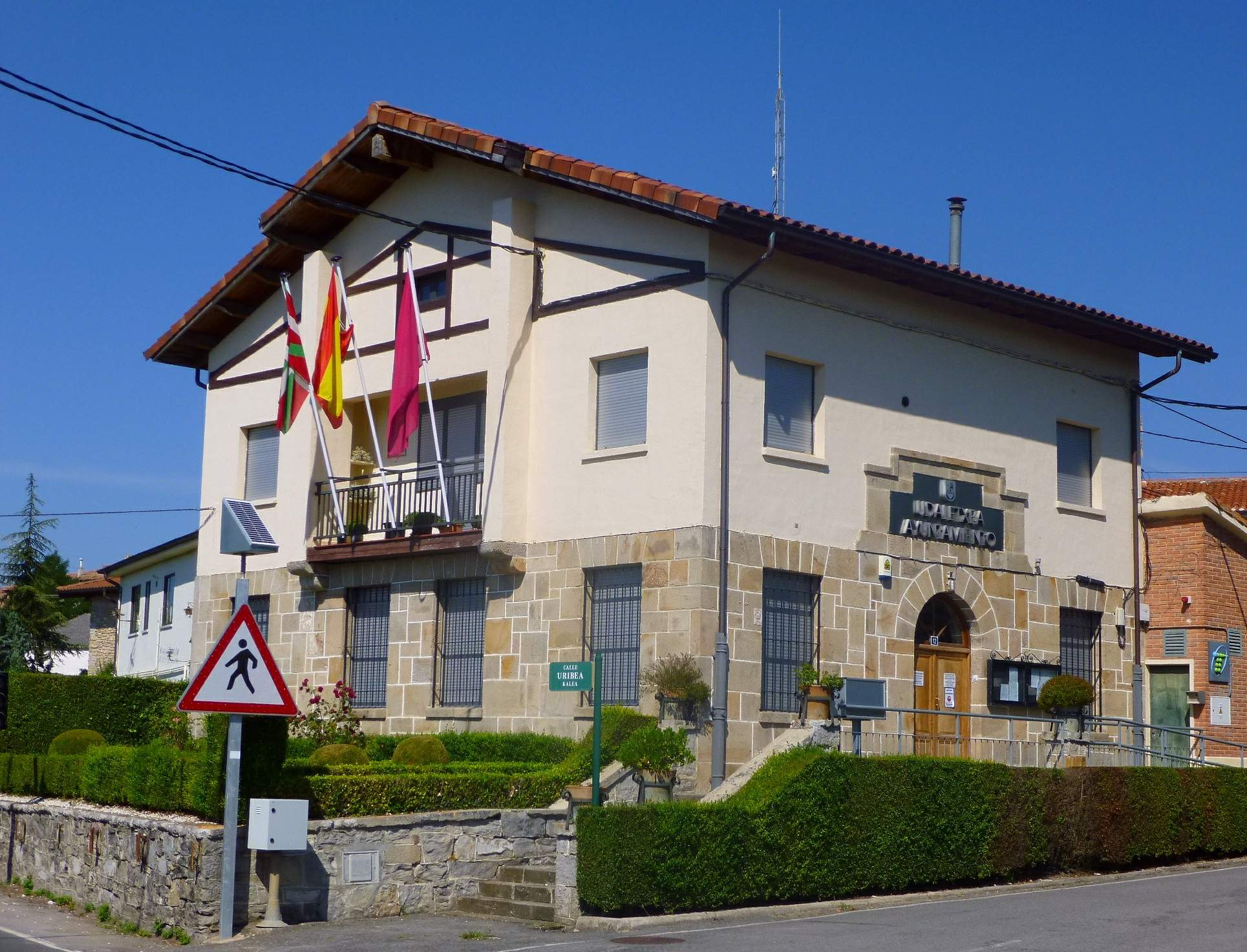
Ayuntamiento de Arrazua-Ubarrundia, en Durana

Desglose de población según el Padrón Continuo por Unidad Poblacional del INE.
| Núcleos             | Habitantes (2012) | Varones | Mujeres |
| ------------------- | ----------------- | ------- | ------- |
| Arroyabe            | 88                | 47      | 41      |
| Arzubiaga           | 11                | 6       | 5       |
| Betolaza            | 27                | 15      | 12      |
| Ciriano             | 6                 | 4       | 2       |
| Durana              | 348               | 185     | 163     |
| Landa               | 38                | 25      | 13      |
| Luco                | 65                | 34      | 31      |
| Mendívil            | 51                | 29      | 22      |
| Nanclares de Gamboa | 23                | 14      | 9       |
| Ullíbarri-Gamboa    | 75                | 34      | 41      |
| Zurbano             | 251               | 127     | 124     |

## Administración y política

### Gobierno municipal
| Periodo   | Nombre                               | Partido | Partido                                                      |
| --------- | ------------------------------------ | ------- | ------------------------------------------------------------ |
| 1979-1987 | Rufino Sáez de Ibarra Ruiz de Arbulo |         | Euzko Alderdi Jeltzalea-Partido Nacionalista Vasco (EAJ-PNV) |
| 1987-1991 | Aurelio Vélez de Mendizabal          |         | Euzko Alderdi Jeltzalea-Partido Nacionalista Vasco (EAJ-PNV) |
| 1991-2015 | Rufino Sáez de Ibarra Ruiz de Arbulo |         | Euzko Alderdi Jeltzalea-Partido Nacionalista Vasco (EAJ-PNV) |
| 2015-2023 | Blanca Antépara Uribe                |         | Euzko Alderdi Jeltzalea-Partido Nacionalista Vasco (EAJ-PNV) |

| Partido político                                              | 2015  | 2015       | 2011  | 2011       | 2007  | 2007       | 2003        | 2003        | 1999  | 1999       | 1995  | 1995       |
| Partido político                                              | %     | Concejales | %     | Concejales | %     | Concejales | %           | Concejales  | %     | Concejales | %     | Concejales |
| Euzko Alderdi Jeltzalea-Partido Nacionalista Vasco (EAJ-PNV)  | 39,44 | 3          | 33,52 | 3          | 48,24 | 4          | 57,82       | 5           | 39,81 | 4          | 47,43 | 4          |
| Euskal Herria Bildu (EH Bildu)-Bildu                          | 36,25 | 3          | 31,26 | 2          | —     | —          | —           | —           | —     | —          | —     | —          |
| Partido Popular del País Vasco (PP)                           | 12,95 | 1          | 17,14 | 1          | 18,75 | 1          | 21,09       | 1           | 18,71 | 1          | 17,06 | 1          |
| Partido Socialista de Euskadi-Euskadiko Ezkerra (PSE-EE PSOE) | 6,97  | 0          | 14,88 | 1          | 16,41 | 1          | 17,23       | 1           | 16,55 | 1          | 11,98 | 1          |
| Eusko Abertzale Ekintza-Acción Nacionalista Vasca (EAE-ANV)   | —     | —          | —     | —          | 14,06 | 1          | —           | —           | —     | —          | —     | —          |
| Unidad Alavesa (UA)                                           | —     | —          | —     | —          | —     | —          | 2,49        | 0           | 5,28  | 0          | 10,76 | 0          |
| Euskal Herritarrok (EH)-Herri Batasuna (HB)                   | —     | —          | —     | —          | —     | —          | Ilegalizado | Ilegalizado | 17,51 | 1          | 10,76 | 1          |

#### Evolución de la deuda viva municipal
El concepto de deuda viva contempla solo las deudas con cajas y bancos relativas a créditos financieros, valores de renta fija y préstamos o créditos transferidos a terceros, excluyéndose, por tanto, la deuda comercial. Entre los años 2008 a 2023 este ayuntamiento no ha tenido deuda viva.

### Organización territorial
Los 10 concejos que componen el municipio son:
| Concejo          | Nombre oficial  | 2000 | 2005 | 2010 | 2015 | 2019 |
| ---------------- | --------------- | ---- | ---- | ---- | ---- | ---- |
| Arroyabe         | Arroiabe        | 61   | 70   | 80   | 89   | 82   |
| Arzubiaga        | Arzubiaga       | 13   | 15   | 13   | 28   | 23   |
| Betolaza         | Betolaza        | 20   | 25   | 28   | 27   | 28   |
| Ciriano          | Ziriano         | 5    | 6    | 6    | 7    | 7    |
| Durana           | Durana          | 245  | 305  | 344  | 355  | 341  |
| Landa            | Landa           | 48   | 47   | 39   | 40   | 38   |
| Luco             | Luko            | 64   | 50   | 62   | 61   | 62   |
| Mendívil         | Mendibil        | 29   | 41   | 49   | 43   | 42   |
| Ullívarri-Gamboa | Uribarri-Ganboa | 70   | 60   | 55   | 62   | 71   |
| Zurbano          | Zurbano/Zurbao  | 149  | 166  | 214  | 265  | 268  |

Existe en Arrazua-Ubarrundia otro pueblo que no forma concejo y es administrado directamente por el municipio. Se trata de Nanclares de Gamboa, perteneciente antiguamente al municipio de Gamboa, y que fue anexionado a finales de la década de 1950 por Arrazua-Ubarrundia, cuando ese municipio desapareció a raíz de la construcción del embalse de Ullíbarri-Gamboa. El concejo de Nanclares de Gamboa se extinguió en 1961 al quedar el pueblo casi despoblado con solo 3 familias y en situación de semi-abandono. Sin embargo con posterioridad el pueblo se ha revitalizado por las actividades recreativas que se realizan a orillas del pantano y actualmente no es el pueblo con menos habitantes del municipio.
| Pueblo              | Nombre oficial                       | 2000 | 2005 | 2010 | 2015 | 2019 |
| ------------------- | ------------------------------------ | ---- | ---- | ---- | ---- | ---- |
| Nanclares de Gamboa | Nanclares de Gamboa / Langara-Ganboa | 22   | 22   | 23   | 20   | 18   |

Nota: Los datos de población corresponden al INE. Nomenclátor: Población del Padrón Continuo por Unidad Poblacional

#### Despoblados
- Ania, un exclave cerca de Vitoria
- Aroma, despoblado sumergido por el embalse
- Esavarri, despoblado sumergido por el embalse
- Mendizábal, pueblo sumergido por el embalse